# Jacques Burger
Jacques Burger (* 29. července 1983 Windhoek) je bývalý namibijský ragbista, který hrál na pozici rváčka. Je považován za jednoho z nejlepších hráčů Namibie historie.
Reprezentoval svou zemi na MS 2007 až MS 2015. Na svém druhém a třetím světovém šampionátu byl kapitánem. Na MS 2011 byl vybrán mezi pěti nejlepšími hráči turnaje. Za reprezentaci odehrál 41 zápasů a připsal si 40 bodů. 
Mezi jeho největší klubové úspěchy patří jihoafrický titul s klubem Blue Bulls v roce 2009, třikrát (2011, 2015, 2016) vyhrál s klubem Saracens anglickou ligu a v roce 2016 i Evropský pohár mistrů.
Po konci hráčské kariéry se dal na farmaření.

## Klubová historie
- 2005/06–2007/08 Griquas
- 2007/08 Aurillac
- 2008/09–2009/10 Blue Bulls
- 2009/10–2015/16 Saracens